# Proemio
Il proemio è la parte introduttiva di un poema, di un trattato, di un'orazione, di un discorso.
I proemi vengono raccontati dagli aedi, persone anziane e ricche di cultura, che erano degne di rispetto.
Può anche significare premessa, preambolo, ma con proemio si intende solitamente la parte iniziale di un’opera epica.

## Caratteristiche
Proemio, infatti, deriva dal latino prooemium che, a sua volta, viene dal greco antico προοίμιον, composto da πρό che vuol dire «avanti» e da οἶμος «strada» ma anche «canto, melodia»: quindi il proemio è ciò che introduce un canto, una melodia, una poesia.
Il proemio ha uno scopo duplice: serve da introduzione a tutto il poema epico e riassume in poche parole quanto segue, mettendo in evidenza quello che sta a cuore al poeta.
Il termine presuppone un notevole impegno letterario e stilistico. Le caratteristiche fondamentali di un proemio sono:
1. l'invocazione alla Musa ispiratrice;
2. la protasi: riassunto o presentazione della vicenda;
3. le prime parole (generalmente in accusativo) che indicano l'argomento dell'intero poema.

Altro elemento spesso presente è la dedica. L'Orlando furioso è dedicato ad Ippolito d'Este, la Gerusalemme liberata ad Alfonso II d'Este. 
Il proemio è a tutti gli effetti un testo narrativo, in quanto possiede contenuti identici: azioni di gesta eroiche, tempo reale ed antico, spesso espresso con passato remoto, spazio e personaggi coraggiosi.

## Invocazione alla Musa
Nel proemio c'è l'invocazione alla Musa, per il semplice fatto che il poeta non può senza la Musa comporre, infatti, poeta in greco vuol dire "fare" ma non fare nel senso di "comporre" ma nell'accezione di "fare manualmente", sarebbe, quindi, il corrispettivo in greco del verbo inglese "To make".
Siccome non si può fare manualmente qualcosa dal nulla c'è bisogno della Musa, inoltre, la Musa è Calliope cioè "la Dea dai bei occhi" ed essa è la Dea della memoria, quindi l'aedo per raccontare qualcosa deve fare ricorso alla Musa perché lei sa tutto.

## Etimologia
L'etimologia della parola è greca: deriva infatti dal greco antico: πρός? ("davanti") e οἶμος ("melodia").

## Esempi
Ecco l'incipit dei tre poemi antichi più famosi:
- proemio dell'Iliade di Omero: Μῆνιν ἄειδε θεὰ Πηληιάδεω Ἀχιλῆος ...
- proemio dell'Odissea di Omero: Ἄνδρα μοι ἔννεπε, Μοῦσα, πολύτροπον, ὃς μάλα πολλὰ ...
- proemio dell'Eneide di Virgilio: Arma virumque cano, Troiae qui primus ab oris...

L'incipit dei due maggiori poemi cavallereschi della letteratura italiana è il seguente:
- proemio dell'Orlando furioso di Ludovico Ariosto: Le donne, i cavallier, l'arme, gli amori,/ le cortesie, l'audaci imprese io canto.....
- proemio della Gerusalemme liberata di Torquato Tasso: Canto l'armi pietose e 'l capitano / che 'l gran sepolcro liberò di Cristo:....[1]